# Kukuljanovo
Kukuljanovo je naselje u Primorsko-goranskoj županiji, nedaleko Rijeke, na području Grada Bakra.

## Smještaj
Kukuljanovo se nalazi u Hrvatskom primorju, oko 2 km sjeverno od Bakra, na graničnom području gradova Bakar i Rijeka te općine Čavle. U njegovoj neposrednoj blizini su naselja Škrljevo i Mavrinci, a nedaleko je i Sušačka Draga odnosno Sveti Kuzam. Naselje se ne nalazi na obali nego u unutrašnjosti. Smješteno je na prometnici koja povezuje Grobnik i Bakar.

## Stanovništvo
Prema popisu stanovništva iz 2001., na Kukuljanovu je živjelo 811 stanovnika.
To je najveći broj stanovnika u povijesti toga naselja. Od kada postoje službeni podaci o stanovništvu, od 1857., kretanje broja stanovnika Kukuljanova može se podijeliti u tri razdoblja: dva razdoblja rasta i jedno pada. Od sredine 19. st. do 1910. g. bilježi se porast broja stanovnika: 1910. popisana su 733 stanovnika. Od tada slijedi razdoblje depopulacije sve do 1953., kada je na Kukuljanovu živjelo 523 stanovnika. Zbog blizine Rijeke Kukuljanovo postaje zapravo udaljenije predgrađe toga grada, a zatim i njegova industrijska zona. To, kao i dobra prometna povezanost, doveli su do ponovnoga povećanja značenja Kukuljanova i novoga doseljavanja stanovništva. Tako pedesetih godina dolazi do novoga porasta broja stanovnika koje traje i u današnje vrijeme te se očekuje da će se ono i nastaviti unatoč depopulacijskim kretanjima u Hrvatskoj. 1981. popisano je 716 žitelja, a 1991. 775 stanovnika.
| broj stanovnika | 1002  | 777   | 787   | 742   | 726   | 733   | 699   | 633   | 544   | 523   | 595   | 618   | 716   | 775   | 811   | 905   | 870   |
|                 | 1857. | 1869. | 1880. | 1890. | 1900. | 1910. | 1921. | 1931. | 1948. | 1953. | 1961. | 1971. | 1981. | 1991. | 2001. | 2011. | 2021. |

## Gospodarstvo
Na području Kukuljanova nalazi se industrijska zona Rijeke u kojoj se nalaze brojni trgovački, poslovni, skladišni te proizvodni prostori.